# Штребер на белом коњу
Штребер на белом коњу (енгл. Geek Charming) америчка је тинејџерска драмедија из 2011. приказана као Disney Channel Original Movie. Режију потписује Џефри Хорнадеј, по сценарију Елизабет Хакет и Хилари Галаној. Темељи се на истоименом роману књижевнице Робин Палмер. Главне улоге глуме Сара Хајланд и Мет Прокоп. Емитовао га је Disney Channel од 11. новембра 2011. Премијеру је пратило 4,9 милиона гледалаца у САД.

## Радња
Дилан Шоенфилд је права размажена принцеза у Лос Анђелесу. Има најпопуларнијег дечка, најпопуларније пријатеље и најновију одећу коју сви желе. Један дан Дилан случајно упадне скупоцена торбица у фонтану, а ситуацију спашава штреберски филмаџија Џон Росен који заузврат жели снимити документарац о њој и средњошколској популарности.
Дилан попушта и Џош добија прилику са дна друштвене пирамиде доћи у популарно друштво. Мњђутим, Дилан није рачунала да и штребери могу бити кул. Кад је дечко остави њена популарност је пред распадом.

## Улоге
| Глумац         | Улога          |
| -------------- | -------------- |
| Сара Хајланд   | Дилан Шоенфилд |
| Мет Прокоп     | Џош Росен      |
| Саша Питерс    | Ејми Лубалу    |
| Џордан Николс  | Ашер Даменц    |
| Ванеса Морган  | Хана Морнел    |
| Лола Симонс    | Лола Лејтон    |
| Дејвид дел Рио | Ари            |
| Џими Белингер  | Сенди Росен    |
| Ендру Ерли     | Алан Шоенфилд  |
| Кејси Рол      | Кејтлин Рејвен |
| Андреа Брукс   | Никол Патерсон |